# 1994年ウィンブルドン選手権
1994年 ウィンブルドン選手権（1994ねんウィンブルドンせんしゅけん、The Championships, Wimbledon 1994）は、イギリス・ロンドン郊外にある「オールイングランド・ローンテニス・アンド・クローケークラブ」にて、1994年6月20日から7月3日にかけて開催された。

## シード選手

### 男子シングルス
1. ピート・サンプラス　（優勝、大会2連覇）
2. ミヒャエル・シュティヒ　（1回戦）
3. ステファン・エドベリ　（2回戦）
4. ゴラン・イワニセビッチ　（準優勝）
5. ジム・クーリエ　（2回戦）
6. トッド・マーティン　（ベスト4）
7. ボリス・ベッカー　（ベスト4）
8. セルジ・ブルゲラ　（4回戦）
9. アンドレイ・メドベデフ　（4回戦）
10. マイケル・チャン　（ベスト8）
11. ペトル・コルダ　（2回戦）
12. アンドレ・アガシ　（4回戦）
13. セドリック・ピオリーン　（1回戦）
14. マルク・ロセ　（2回戦）
15. エフゲニー・カフェルニコフ　（3回戦）
16. アルノー・ブッチ　（1回戦）

### 女子シングルス
1. シュテフィ・グラフ　（1回戦）
2. アランチャ・サンチェス　（4回戦）
3. コンチタ・マルチネス　（初優勝）
4. マルチナ・ナブラチロワ　（準優勝）
5. ヤナ・ノボトナ　（ベスト8）
6. 伊達公子　（3回戦）
7. マリー・ピエルス　（大会開始前に棄権）
8. ナターシャ・ズベレワ　（1回戦）
9. リンゼイ・ダベンポート　（ベスト8）
10. ガブリエラ・サバティーニ　（4回戦）
11. メアリー・ジョー・フェルナンデス　（3回戦）
12. アンケ・フーバー　（2回戦）
13. ジーナ・ガリソン　（ベスト8）
14. アマンダ・クッツァー　（4回戦）
15. ザビーネ・ハック　（1回戦）
16. マグダレナ・マレーバ　（2回戦）
17. ヘレナ・スコバ　（4回戦）　［第7シード・ピエルスが棄権のため繰り上げ］

## 大会経過

### 男子シングルス
準々決勝
- ピート・サンプラス vs.  マイケル・チャン　6-4, 6-1, 6-3
- トッド・マーティン vs.  ウェイン・フェレイラ　6-3, 6-2, 3-6, 5-7, 7-5
- ゴラン・イワニセビッチ vs.  ギー・フォルジェ　7-6, 7-6, 6-4
- ボリス・ベッカー vs.  クリスチャン・ベルグストロム　7-6, 6-4, 6-3

準決勝
- ピート・サンプラス vs.  トッド・マーティン　6-4, 6-4, 3-6, 6-3
- ゴラン・イワニセビッチ vs.  ボリス・ベッカー　6-2, 7-6, 6-4

### 女子シングルス
準々決勝
- ロリ・マクニール vs.  ラリサ・ネーランド　6-3, 6-4
- コンチタ・マルチネス vs.  リンゼイ・ダベンポート　6-2, 6-7, 6-3
- マルチナ・ナブラチロワ vs.  ヤナ・ノボトナ　5-7, 6-0, 6-1
- ジジ・フェルナンデス vs.  ジーナ・ガリソン　6-4, 6-4

準決勝
- コンチタ・マルチネス vs.  ロリ・マクニール　3-6, 6-2, 10-8
- マルチナ・ナブラチロワ vs.  ジジ・フェルナンデス　6-4, 7-6

## 決勝戦の結果
男子シングルス
- ピート・サンプラス vs.  ゴラン・イワニセビッチ　7-6, 7-6, 6-0

女子シングルス
- コンチタ・マルチネス vs.  マルチナ・ナブラチロワ　6-4, 3-6, 6-3

男子ダブルス
- マーク・ウッドフォード＆ トッド・ウッドブリッジ vs.  パトリック・ガルブレイス＆ グラント・コネル　7-6, 6-3, 6-1

女子ダブルス
- ジジ・フェルナンデス＆ ナターシャ・ズベレワ vs.  アランチャ・サンチェス＆ ヤナ・ノボトナ　6-4, 6-1

混合ダブルス
- トッド・ウッドブリッジ＆ ヘレナ・スコバ vs.  トッド・ジェイソン・ミドルトン＆ ロリ・マクニール　3-6, 7-5, 6-3

## みどころ
- 女子シングルス優勝者のコンチタ・マルチネスは、スペインの女子テニス選手として最初のウィンブルドン優勝者になった。かつては1926年-1928年、リリ・デ・アルバレス（1905年 - 1998年）が3年連続準優勝に終わったことがある。
- ウィンブルドン女子シングルス「9勝」の歴代1位記録保持者マルチナ・ナブラチロワが、この大会を最後に第一線を退いた。38歳になったナブラチロワは、最後の舞台でマルチネスとの決勝戦まで勝ち残ったが、前人未到の10度目の優勝はならなかった。
- 大会第2日目、女子シングルス1回戦で前年優勝者のシュテフィ・グラフがロリ・マクニール（アメリカ）に 5-7, 6-7 で敗れた。ウィンブルドン選手権で、女子シングルスの前年優勝者が1回戦で敗退したのは大会史上初めての大波乱であった。（男子シングルスでは、1967年にスペインのマニュエル・サンタナが1回戦で敗れたことがあった。）
- 日本人女子選手は、第6シードに選ばれた伊達公子が3回戦敗退に終わる。沢松奈生子が2年ぶり2度目の4回戦に勝ち上がり、3回戦で第11シードのメアリー・ジョー・フェルナンデスを 6-0, 7-5 で破ったが、4回戦で第5シードのヤナ・ノボトナに 3-6, 3-6 で敗れた。